# Гаврилки
Гаври́лки — село в Україні, у Новоселівській сільській громаді Полтавського району Полтавської області. Населення становить 9 осіб. До 2017 орган місцевого самоврядування — Рунівщинська сільська рада.

## Географія
Село Гаврилки знаходиться на правому березі річки Свинківка, вище за течією на відстані 1,5 км розташоване село Флорівка, нижче за течією примикає село Фисуни, на протилежному березі — село Карнаухи.

## Історія
12 червня 2020 року, відповідно до розпорядження Кабінету Міністрів України № 721-р «Про визначення адміністративних центрів та затвердження територій територіальних громад Полтавської області», село увійшло до складу Новоселівської сільської громади.
19 липня 2020 року, в результаті адміністративно - територіальної реформи та ліквідації Полтавського району(1925-2020), село увійшло до складу новоутвореного Полтавського району.

## Відомі люди
- Гаврилко Михайло — художник, скульптор, поет, учасник українських визвольних змагань поч. XX ст